# Huitième circonscription du Nord
La huitième circonscription du Nord est l'une des 21 circonscriptions législatives françaises que compte le département du Nord. Elle est représentée dans la XVIIe législature par David Guiraud, député de La France insoumise.

## Description géographique et démographique

### De 1958 à 1986
À la suite de l'ordonnance no 58-945 du 13 octobre 1958 relative à l'élection des députés à l'assemblée nationale, la huitième circonscription du Nord était créée et regroupait les divisions administratives suivantes : 
- canton de Roubaix-Nord
- canton de Roubaix-Ouest[1].

### De 1988 à 2010
Par la loi no 86-1197 du 24 novembre 1986
 de découpage électoral, la circonscription regroupait les divisions administratives suivantes : 
- canton de Roubaix-Centre (partie non comprise dans la 7e circonscription)
- canton de Roubaix-Nord
- canton de Roubaix-Ouest.

### Depuis 2010
Depuis l'adoption de l'ordonnance no 2009-935 du 29 juillet 2009, ratifiée par le Parlement français le 21 janvier 2010, elle est composée des divisions administratives suivantes : 
- Canton de Roubaix-Centre
- canton de Roubaix-Est
- canton de Roubaix-Nord.

Lors du recensement général de la population en 1999, réalisé par l'Institut national de la statistique et des études économiques (INSEE), la population totale de cette circonscription est estimée à 115 560 habitants,.

### Pyramide des âges
| Hommes | Classe d’âge   | Femmes |
| ------ | -------------- | ------ |
| 5      | 65 ans et plus | 8      |
| 27     | 20 à 64 ans    | 29     |
| 16     | 0 à 19 ans     | 15     |

### Catégorie socio-professionnelle
Répartition de la population active par catégorie socio-professionnelle en 2013
| Agriculteurs | Artisans, commerçants, chefs d'entreprise | Cadres, professions intellectuelles | Professions intermédiaires | Employés | Ouvriers | Retraités | Autres |
| ------------ | ----------------------------------------- | ----------------------------------- | -------------------------- | -------- | -------- | --------- | ------ |
| 0 %          | 2,3 %                                     | 3,9 %                               | 10 %                       | 16,6 %   | 18,9 %   | 20,3 %    | 27,9 % |

## Description politique
Comme la septième, la huitième circonscription du Nord est une circonscription qui se caractérise par un fort vote Front National et une relative égalité entre la gauche et la droite. C'est ce qui explique la présence du parti d'extrême-droite au deuxième tour en 1993 et 1997, dans un duel contre la droite dans le premier cas et en triangulaire dans le second. Âprement disputée, la circonscription est repassée à droite en 2002 pour seulement 118 voix, soit 0,36 % des suffrages ; puis à gauche en 2007.

## Historique des députations
| Législature | Début de mandat | Fin de mandat  | Député             | Parti politique | Observations |
| ----------- | --------------- | -------------- | ------------------ | --------------- | --- |
| Ire         | 9 décembre 1958 | 9 octobre 1962 | André Diligent     | MRP             | Mandat écourté à la suite d'une dissolution parlementaire décidée par Charles de Gaulle.                                                                       |
| IIe         | 6 décembre 1962 | 2 avril 1967   | Pierre Herman      | UNR-UDT         | |
| IIIe        | 3 avril 1967    | 30 mai 1968    | Jean Delvainquière | SFIO            | Mandat écourté à la suite d'une dissolution parlementaire décidée par Charles de Gaulle.                                                                       |
| IVe         | 11 juillet 1968 | 1er avril 1973 | Pierre Herman      | UDR             | |
| Ve          | 2 avril 1973    | 2 avril 1978   | Léonce Clérambeaux | PS              | |
| VIe         | 3 avril 1978    | 22 mai 1981    | Alain Faugaret     | PS              | Mandat écourté à la suite d'une dissolution parlementaire décidée par François Mitterrand.                                                                     |
| VIIe        | 2 juillet 1981  | 1er avril 1986 | Alain Faugaret     | PS              | |
| VIIIe       | 2 avril 1986    | 14 mai 1988    | Alain Faugaret     | PS              | Proportionnelle par département, pas de député par circonscription. Mandat écourté à la suite d'une dissolution parlementaire décidée par François Mitterrand. |
| IXe         | 23 juin 1988    | 1er avril 1993 | Gérard Vignoble    | UDC             | |
| Xe          | 2 avril 1993    | 21 avril 1997  | Gérard Vignoble,   | UDF,            | Mandat écourté à la suite d'une dissolution parlementaire décidée par Jacques Chirac.                                                                          |
| XIe         | 12 juin 1997    | 18 juin 2002   | Dominique Baert    | PS              | |
| XIIe        | 19 juin 2002    | 19 juin 2007   | Gérard Vignoble,   | UDF,            | |
| XIIIe       | 20 juin 2007    | 19 juin 2012   | Dominique Baert,   | PS,             | |
| XIVe        | 20 juin 2012    | 20 juin 2017   | Dominique Baert    | DVG             | |
| XVe         | 21 juin 2017    | 21 juin 2022   | Catherine Osson    | LREM            | |
| XVIe        | 22 juin 2022    | 9 juin 2024    | David Guiraud      | LFI             | Elu avec l'étiquette Nouvelle Union populaire écologique et sociale Mandat écourté à la suite d'une dissolution parlementaire décidée par Emmanuel Macron.     |
| XVIIe       | 8 juillet 2024  | En cours       | David Guiraud      | LFI             | |

## Historiques des élections

### Élections de 1958
| Candidat       | Candidat           | Parti          | Premier tour | Premier tour | Second tour | Second tour |  |
| Candidat       | Candidat           | Parti          | Voix         | %            | Voix        | %           |  |
| -------------- | ------------------ | -------------- | ------------ | ------------ | ----------- | ----------- |  |
|                | Marcel Guislain    | SFIO           | 16 838       | 31,28        | 19 283      | 36,39       |  |
|                | André Diligent élu | MRP            | 11 227       | 20,86        | 24 755      | 46,72       |  |
|                | Édouard Pick       | UNR            | 10 641       | 19,77        | Retrait     | Retrait     |  |
|                | Gustave Ansart     | PCF            | 9 653        | 17,93        | 8 947       | 16,89       |  |
|                | Joseph Augem       | CNIP           | 4 292        | 7,97         | Retrait     | Retrait     |  |
|                | Paul Antoine       | UFF            | 1 178        | 2,19         |             |             |  |
|                |                    |                |              |              |             |             |  |
| Inscrits       | Inscrits           | Inscrits       | 65 599       | 100,00       | 65 590      | 100,00      |  |
| Abstentions    | Abstentions        | Abstentions    | 10 193       | 15,54        | 11 127      | 16,96       |  |
| Votants        | Votants            | Votants        | 55 406       | 84,46        | 54 463      | 83,04       |  |
| Blancs et nuls | Blancs et nuls     | Blancs et nuls | 1 577        | 2,85         | 1 478       | 2,71        |  |
| Exprimés       | Exprimés           | Exprimés       | 53 829       | 97,15        | 52 985      | 97,29       |  |

Le suppléant d'André Diligent était Georges Nottebaert, employé, adjoint au maire de Wattrelos.

### Élections de 1962
| Candidat       | Candidat               | Parti                     | Premier tour | Premier tour | Second tour | Second tour |  |
| Candidat       | Candidat               | Parti                     | Voix         | %            | Voix        | %           |  |
| -------------- | ---------------------- | ------------------------- | ------------ | ------------ | ----------- | ----------- |  |
|                | Pierre Herman élu      | UNR-UDT                   | 14 826       | 30,34        | 26 729      | 53,94       |  |
|                | Marcel Guislain        | SFIO                      | 12 588       | 25,76        | 22 824      | 46,06       |  |
|                | Pierre Charret         | PCF                       | 9 145        | 18,71        | Retrait     | Retrait     |  |
|                | André Diligent sortant | MRP                       | 6 235        | 12,76        | Retrait     | Retrait     |  |
|                | Jules Mullié           | Divers droite (Gaulliste) | 3 930        | 8,04         | Retrait     | Retrait     |  |
|                | Monique Delettre       | CNIP                      | 2 147        | 4,39         |             |             |  |
|                |                        |                           |              |              |             |             |  |
| Inscrits       | Inscrits               | Inscrits                  | 64 238       | 100,00       | 64 238      | 100,00      |  |
| Abstentions    | Abstentions            | Abstentions               | 13 787       | 21,46        | 12 578      | 19,58       |  |
| Votants        | Votants                | Votants                   | 50 451       | 78,54        | 51 660      | 80,42       |  |
| Blancs et nuls | Blancs et nuls         | Blancs et nuls            | 1 580        | 3,13         | 2 107       | 4,08        |  |
| Exprimés       | Exprimés               | Exprimés                  | 48 871       | 96,87        | 49 553      | 95,92       |  |

Le suppléant de Pierre Herman était Michel Willot, de Wasquehal.

### Élections de 1967
| Candidat       | Candidat               | Parti          | Premier tour | Premier tour | Second tour | Second tour |  |
| Candidat       | Candidat               | Parti          | Voix         | %            | Voix        | %           |  |
| -------------- | ---------------------- | -------------- | ------------ | ------------ | ----------- | ----------- |  |
|                | Pierre Herman sortant  | UD-Ve          | 20 463       | 38,97        | 24 625      | 46,91       |  |
|                | Jean Delvainquière élu | SFIO (FGDS)    | 17 644       | 33,6         | 27 866      | 53,09       |  |
|                | Pierre Charret         | PCF            | 9 754        | 18,58        | Retrait     | Retrait     |  |
|                | Henri Lorette          | CD (PDM)       | 4 647        | 8,85         |             |             |  |
|                |                        |                |              |              |             |             |  |
| Inscrits       | Inscrits               | Inscrits       | 63 087       | 100,00       | 63 091      | 100,00      |  |
| Abstentions    | Abstentions            | Abstentions    | 9 299        | 14,74        | 9 016       | 14,29       |  |
| Votants        | Votants                | Votants        | 53 788       | 85,26        | 54 075      | 85,71       |  |
| Blancs et nuls | Blancs et nuls         | Blancs et nuls | 1 280        | 2,38         | 1 584       | 2,93        |  |
| Exprimés       | Exprimés               | Exprimés       | 52 508       | 97,62        | 52 491      | 97,07       |  |

Le suppléant de Jean Delvainquière était Gustave Dedecker, maire de Croix.

### Élections de 1968
| Candidat       | Candidat                   | Parti          | Premier tour | Premier tour | Second tour | Second tour |  |
| Candidat       | Candidat                   | Parti          | Voix         | %            | Voix        | %           |  |
| -------------- | -------------------------- | -------------- | ------------ | ------------ | ----------- | ----------- |  |
|                | Pierre Herman élu          | UDR (URP)      | 21 319       | 42,18        | 25 234      | 50,55       |  |
|                | Jean Delvainquière sortant | SFIO (FGDS)    | 15 919       | 31,5         | 24 686      | 49,45       |  |
|                | Lucienne Charret           | PCF            | 7 915        | 15,66        | Retrait     | Retrait     |  |
|                | Michel Baudry              | CD (PDM)       | 4 338        | 8,58         |             |             |  |
|                | Jacques Commiot            | PSU            | 1 049        | 2,08         |             |             |  |
|                |                            |                |              |              |             |             |  |
| Inscrits       | Inscrits                   | Inscrits       | 61 600       | 100,00       | 61 600      | 100,00      |  |
| Abstentions    | Abstentions                | Abstentions    | 10 240       | 16,62        | 10 704      | 17,38       |  |
| Votants        | Votants                    | Votants        | 51 360       | 83,38        | 50 896      | 82,62       |  |
| Blancs et nuls | Blancs et nuls             | Blancs et nuls | 820          | 1,6          | 976         | 1,92        |  |
| Exprimés       | Exprimés                   | Exprimés       | 50 540       | 98,4         | 49 920      | 98,08       |  |

Le suppléant de Pierre Herman était Albert Mullié, comptable.

### Élections de 1973
| Candidat       | Candidat               | Parti          | Premier tour | Premier tour | Second tour | Second tour |  |
| Candidat       | Candidat               | Parti          | Voix         | %            | Voix        | %           |  |
| -------------- | ---------------------- | -------------- | ------------ | ------------ | ----------- | ----------- |  |
|                | Pierre Herman sortant  | UDR (URP)      | 15 396       | 32,2         | 20 647      | 42,91       |  |
|                | Léonce Clérambeaux élu | PS (UGSD)      | 13 567       | 28,37        | 23 091      | 47,99       |  |
|                | Joseph Ansart          | PCF            | 8 920        | 18,66        | Retrait     | Retrait     |  |
|                | Jacques Bossut         | CD (MR)        | 5 851        | 12,24        | 4 375       | 9,09        |  |
|                | Daniel Doussot         | Extrême droite | 2 412        | 5,04         |             |             |  |
|                | Françoise Richer       | LO             | 893          | 1,87         |             |             |  |
|                | Yvonne Delmotte        | PSU            | 776          | 1,62         |             |             |  |
|                |                        |                |              |              |             |             |  |
| Inscrits       | Inscrits               | Inscrits       | 57 968       | 100,00       | 57 968      | 100,00      |  |
| Abstentions    | Abstentions            | Abstentions    | 8 927        | 15,4         | 8 811       | 15,2        |  |
| Votants        | Votants                | Votants        | 49 041       | 84,6         | 49 157      | 84,8        |  |
| Blancs et nuls | Blancs et nuls         | Blancs et nuls | 1 226        | 2,5          | 1 044       | 2,12        |  |
| Exprimés       | Exprimés               | Exprimés       | 47 815       | 97,5         | 48 113      | 97,88       |  |

Le suppléant de Léonce Clérambeaux était Gustave Dedecker.

### Élections de 1978
| Candidat       | Candidat              | Parti          | Premier tour | Premier tour | Second tour | Second tour |  |
| Candidat       | Candidat              | Parti          | Voix         | %            | Voix        | %           |  |
| -------------- | --------------------- | -------------- | ------------ | ------------ | ----------- | ----------- |  |
|                | Alain Faugaret élu    | PS             | 16 505       | 33,29        | 26 154      | 51,79       |  |
|                | André Diligent        | UDF (CDS)      | 15 116       | 30,49        | 24 350      | 48,21       |  |
|                | Jean-Pierre Marescaux | PCF            | 8 549        | 17,24        | Retrait     | Retrait     |  |
|                | Albert Mullié         | RPR            | 6 113        | 12,33        |             |             |  |
|                | Serge Cattelin        | Divers droite  | 891          | 1,8          |             |             |  |
|                | Antoinette Beghin     | PSU (FA)       | 777          | 1,57         |             |             |  |
|                | Marc Pépiot           | LO             | 726          | 1,46         |             |             |  |
|                | Joseph Romand         | OCT            | 667          | 1,35         |             |             |  |
|                | R. Wychowanok         | UOPDP          | 233          | 0,47         |             |             |  |
|                |                       |                |              |              |             |             |  |
| Inscrits       | Inscrits              | Inscrits       | 59 960       | 100,00       | 59 960      | 100,00      |  |
| Abstentions    | Abstentions           | Abstentions    | 9 166        | 15,29        | 8 448       | 14,09       |  |
| Votants        | Votants               | Votants        | 50 794       | 84,71        | 51 512      | 85,91       |  |
| Blancs et nuls | Blancs et nuls        | Blancs et nuls | 1 217        | 2,4          | 1 008       | 1,96        |  |
| Exprimés       | Exprimés              | Exprimés       | 49 577       | 97,6         | 50 504      | 98,04       |  |

Le suppléant d'Alain Faugaret était Robert Cailleaux, adjoint au maire de Roubaix.

### Élections de 1981
| Candidat       | Candidat                     | Parti          | Premier tour | Premier tour | Second tour | Second tour |  |
| Candidat       | Candidat                     | Parti          | Voix         | %            | Voix        | %           |  |
| -------------- | ---------------------------- | -------------- | ------------ | ------------ | ----------- | ----------- |  |
|                | Alain Faugaret sortant réélu | PS             | 20 066       | 48,54        | 26 987      | 61,82       |  |
|                | Michel Baudry                | UDF (CDS)      | 8 535        | 20,65        | 16 666      | 38,18       |  |
|                | Jean-Claude Rameaux          | RPR (UNM)      | 6 831        | 16,52        |             |             |  |
|                | Jean-Pierre Marescaux        | PCF            | 4 119        | 9,96         |             |             |  |
|                | Dominique Poul               | PSU            | 851          | 2,06         |             |             |  |
|                | Sylvaine Faucher             | LO             | 570          | 1,38         |             |             |  |
|                | Jean-Claude Leroux           | LCR            | 360          | 0,87         |             |             |  |
|                | J.-P. Arlon                  | FN             | 4            | 0,01         |             |             |  |
|                |                              |                |              |              |             |             |  |
| Inscrits       | Inscrits                     | Inscrits       | 59 236       | 100,00       | 59 236      | 100,00      |  |
| Abstentions    | Abstentions                  | Abstentions    | 17 090       | 28,85        | 14 681      | 24,78       |  |
| Votants        | Votants                      | Votants        | 42 146       | 71,15        | 44 555      | 75,22       |  |
| Blancs et nuls | Blancs et nuls               | Blancs et nuls | 810          | 1,92         | 902         | 2,02        |  |
| Exprimés       | Exprimés                     | Exprimés       | 41 336       | 98,08        | 43 653      | 97,98       |  |

Le suppléant d'Alain Faugaret était Gérard Vignoble, maire de Wasquehal.

### Élections de 1988
| Candidat       | Candidat               | Parti             | Premier tour | Premier tour | Second tour | Second tour |  |
| Candidat       | Candidat               | Parti             | Voix         | %            | Voix        | %           |  |
| -------------- | ---------------------- | ----------------- | ------------ | ------------ | ----------- | ----------- |  |
|                | Gérard Vignoble élu    | UDF (CDS) (URC)   | 15 637       | 38,93        | 23 929      | 57,53       |  |
|                | Alain Faugaret sortant | PS                | 12 790       | 31,85        | 17 663      | 42,47       |  |
|                | Jean-Pierre Gendron    | FN                | 7 508        | 18,69        |             |             |  |
|                | Jean-Pierre Marescaux  | PCF               | 2 308        | 5,75         |             |             |  |
|                | Jean-Marie Glantzlen   | Divers écologiste | 1 020        | 2,54         |             |             |  |
|                | Jacques Benaroer       | Extrême droite    | 898          | 2,24         |             |             |  |
|                | Jean-Louis Dionnet     | CNIP              | 2            | 0            |             |             |  |
|                |                        |                   |              |              |             |             |  |
| Inscrits       | Inscrits               | Inscrits          | 64 224       | 100,00       | 64 524      | 100,00      |  |
| Abstentions    | Abstentions            | Abstentions       | 23 004       | 35,82        | 21 467      | 33,27       |  |
| Votants        | Votants                | Votants           | 41 220       | 64,18        | 43 057      | 66,73       |  |
| Blancs et nuls | Blancs et nuls         | Blancs et nuls    | 1 057        | 2,56         | 1 465       | 3,4         |  |
| Exprimés       | Exprimés               | Exprimés          | 40 163       | 97,44        | 41 592      | 96,6        |  |

Le suppléant de Gérard Vignoble était Michel Baudry.

### Élections de 1993
| Candidat       | Candidat                      | Parti          | Premier tour | Premier tour | Second tour | Second tour |  |
| Candidat       | Candidat                      | Parti          | Voix         | %            | Voix        | %           |  |
| -------------- | ----------------------------- | -------------- | ------------ | ------------ | ----------- | ----------- |  |
|                | Gérard Vignoble sortant réélu | UDF (CDS)      | 16 421       | 40,83        | 25 936      | 68,3        |  |
|                | Jean-Pierre Gendron           | FN             | 8 743        | 21,74        | 12 036      | 31,7        |  |
|                | Marie-Odile Rousseaux         | PS (ADFP)      | 5 761        | 14,32        |             |             |  |
|                | Joël Campagne                 | Les Verts (EÉ) | 2 702        | 6,72         |             |             |  |
|                | Jean-Claude Naveteur          | PCF            | 2 336        | 5,81         |             |             |  |
|                | Yves Bouillon                 | LT-LNÉ         | 1 860        | 4,62         |             |             |  |
|                | Marc Dubrul                   | LO             | 1 136        | 2,82         |             |             |  |
|                | Françoise Terrier             | MDD            | 995          | 2,47         |             |             |  |
|                | Brigitte Quaghebeur           | PLN            | 267          | 0,66         |             |             |  |
|                |                               |                |              |              |             |             |  |
| Inscrits       | Inscrits                      | Inscrits       | 65 795       | 100,00       | 65 795      | 100,00      |  |
| Abstentions    | Abstentions                   | Abstentions    | 23 843       | 36,24        | 24 269      | 36,89       |  |
| Votants        | Votants                       | Votants        | 41 952       | 63,76        | 41 526      | 63,11       |  |
| Blancs et nuls | Blancs et nuls                | Blancs et nuls | 1 731        | 4,13         | 3 554       | 8,56        |  |
| Exprimés       | Exprimés                      | Exprimés       | 40 221       | 95,87        | 37 972      | 91,44       |  |

Le suppléant de Gérard Vignoble était Jacques Fihey, chef d'entreprise à Wattrelos.

### Élections de 1997
| Candidat       | Candidat                | Parti          | Premier tour | Premier tour | Second tour | Second tour |  |
| Candidat       | Candidat                | Parti          | Voix         | %            | Voix        | %           |  |
| -------------- | ----------------------- | -------------- | ------------ | ------------ | ----------- | ----------- |  |
|                | Gérard Vignoble sortant | UDF (FD)       | 11 619       | 29,13        | 16 970      | 38,81       |  |
|                | Dominique Baert élu     | PS             | 9 845        | 24,68        | 19 048      | 43,57       |  |
|                | Carl Lang               | FN             | 8 863        | 22,22        | 7 704       | 17,62       |  |
|                | Françoise Thilliez      | PCF            | 2 456        | 6,16         |             |             |  |
|                | Marc Dubrul             | LO             | 1 430        | 3,59         |             |             |  |
|                | Jean-Paul Chahine       | MPF (LDI)      | 1 131        | 2,84         |             |             |  |
|                | Fabienne Pertel         | GÉ             | 1 000        | 2,51         |             |             |  |
|                | Boualem Haddouche       | IR             | 889          | 2,23         |             |             |  |
|                | Patrick Mortal          | LCR            | 820          | 2,06         |             |             |  |
|                | Yves Bouillon           | LT-LNÉ         | 574          | 1,44         |             |             |  |
|                | Michel Droulet          | MÉI            | 513          | 1,29         |             |             |  |
|                | Said Habbas             | Divers gauche  | 455          | 1,14         |             |             |  |
|                | Marc Detournay          | Divers droite  | 291          | 0,73         |             |             |  |
|                | François Deboosère      | Divers droite  | 0            | 0            |             |             |  |
|                |                         |                |              |              |             |             |  |
| Inscrits       | Inscrits                | Inscrits       | 66 909       | 100,00       | 66 909      | 100,00      |  |
| Abstentions    | Abstentions             | Abstentions    | 25 312       | 37,83        | 22 043      | 32,94       |  |
| Votants        | Votants                 | Votants        | 41 597       | 62,17        | 44 866      | 67,06       |  |
| Blancs et nuls | Blancs et nuls          | Blancs et nuls | 1 711        | 4,11         | 1 144       | 2,55        |  |
| Exprimés       | Exprimés                | Exprimés       | 39 886       | 95,89        | 43 722      | 97,45       |  |

La suppléante de Dominique Baert était Marie-Odile Rousseaux, conseillère régionale, de Roubaix.

### Élections de 2002
| Candidat       | Candidat                | Parti             | Premier tour | Premier tour | Second tour | Second tour |  |
| Candidat       | Candidat                | Parti             | Voix         | %            | Voix        | %           |  |
| -------------- | ----------------------- | ----------------- | ------------ | ------------ | ----------- | ----------- |  |
|                | Gérard Vignoble élu     | UDF               | 12 607       | 35,46        | 16 542      | 50,18       |  |
|                | Dominique Baert sortant | PS                | 12 248       | 36,32        | 16 424      | 49,82       |  |
|                | Sylvie Langlois         | FN                | 5 505        | 15,49        |             |             |  |
|                | Slimane Tir             | Les Verts         | 1 050        | 2,95         |             |             |  |
|                | Anne-Claire Lescouffe   | LO                | 697          | 1,96         |             |             |  |
|                | Marcel Dubus            | MNR               | 637          | 1,79         |             |             |  |
|                | Marie-Christine Ovion   | LCR               | 584          | 1,64         |             |             |  |
|                | Marie-Hélène Marescaux  | Pôle républicain  | 582          | 1,64         |             |             |  |
|                | Antony Roseau           | Divers écologiste | 477          | 1,34         |             |             |  |
|                | Zohra Zarouri           | Divers            | 453          | 1,27         |             |             |  |
|                | Évelyne Lepoutre        | CNIP              | 351          | 0,99         |             |             |  |
|                | Jean Netchenawoe        | MÉI               | 144          | 0,41         |             |             |  |
|                | Sabrina Laury           | CPNT              | 108          | 0,3          |             |             |  |
|                | Liliane Rafai           | Divers écologiste | 105          | 0,3          |             |             |  |
|                | Carole Morant           | PCF               | 0            | 0            |             |             |  |
|                |                         |                   |              |              |             |             |  |
| Inscrits       | Inscrits                | Inscrits          | 68 057       | 100,00       | 68 057      | 100,00      |  |
| Abstentions    | Abstentions             | Abstentions       | 31 832       | 46,77        | 33 928      | 49,85       |  |
| Votants        | Votants                 | Votants           | 36 225       | 53,23        | 34 129      | 50,15       |  |
| Blancs et nuls | Blancs et nuls          | Blancs et nuls    | 677          | 1,87         | 1 163       | 3,41        |  |
| Exprimés       | Exprimés                | Exprimés          | 35 548       | 98,13        | 32 966      | 96,59       |  |

La suppléante de Gérard Vignoble était Christiane Becquart.

### Élections de 2007
| Candidat       | Candidat                | Parti               | Premier tour | Premier tour | Second tour | Second tour |  |
| Candidat       | Candidat                | Parti               | Voix         | %            | Voix        | %           |  |
| -------------- | ----------------------- | ------------------- | ------------ | ------------ | ----------- | ----------- |  |
|                | Dominique Baert élu     | PS                  | 12 944       | 37,77        | 19 373      | 56,86       |  |
|                | Salem Kacet             | UMP                 | 12 448       | 36,32        | 14 697      | 43,14       |  |
|                | Sylvie Langlois         | FN                  | 2 935        | 8,56         |             |             |  |
|                | Louisa Mokhtari         | UDF–MoDem           | 2 044        | 5,96         |             |             |  |
|                | Zahia Rahni             | Les Verts           | 894          | 2,61         |             |             |  |
|                | Fatma Menouer           | PCF                 | 705          | 2,06         |             |             |  |
|                | Chantal Sarazin         | LO                  | 629          | 1,84         |             |             |  |
|                | Claudine Lescouf        | LT-LNÉ              | 612          | 1,79         |             |             |  |
|                | Patrick Baeyaert        | MNR                 | 305          | 0,89         |             |             |  |
|                | Abdelkader Bergoug      | Divers              | 290          | 0,85         |             |             |  |
|                | Rachid Rizoug           | Extrême gauche (GA) | 289          | 0,84         |             |             |  |
|                | Jean-Claude Blootacker  | Divers              | 108          | 0,32         |             |             |  |
|                | Amar Benbahlouli Zouare | Divers gauche       | 72           | 0,21         |             |             |  |
|                |                         |                     |              |              |             |             |  |
| Inscrits       | Inscrits                | Inscrits            | 71 976       | 100,00       | 71 976      | 100,00      |  |
| Abstentions    | Abstentions             | Abstentions         | 36 845       | 51,19        | 36 760      | 51,07       |  |
| Votants        | Votants                 | Votants             | 35 131       | 48,81        | 35 216      | 48,93       |  |
| Blancs et nuls | Blancs et nuls          | Blancs et nuls      | 856          | 2,44         | 1 146       | 3,25        |  |
| Exprimés       | Exprimés                | Exprimés            | 34 275       | 97,56        | 34 070      | 96,75       |  |

Gérard Vignoble, député sortant, a renoncé à se présenter sous l'étiquette UDF car le candidat UMP Salem Kacet n'était autre que le médecin qui lui sauva la vie lors d'un accident vasculaire cérébral.

### Élections de 2012
| Candidat       | Candidat                      | Parti                                        | Premier tour | Premier tour | Second tour | Second tour |  |
| Candidat       | Candidat                      | Parti                                        | Voix         | %            | Voix        | %           |  |
| -------------- | ----------------------------- | -------------------------------------------- | ------------ | ------------ | ----------- | ----------- |  |
|                | Dominique Baert sortant réélu | diss. PS                                     | 10 965       | 36,46        | 18 110      | 69,58       |  |
|                | Slimane Tir                   | EÉLV (PS, PRG, MÉI, MRC)                     | 6 436        | 21,40        | 7 919       | 30,42       |  |
|                | Françoise Coolzaet            | FN (RBM)                                     | 6 211        | 20,65        |             |             |  |
|                | Salima Saa                    | UMP (NC)                                     | 3 960        | 13,17        |             |             |  |
|                | Éric Mouveaux                 | PCF (FG)                                     | 1 490        | 4,95         |             |             |  |
|                | Françoise Delbarre            | LO                                           | 278          | 0,92         |             |             |  |
|                | Farah Gouasmi                 | PAS                                          | 217          | 0,72         |             |             |  |
|                | Sylvie Langlois               | Extrême droite (Front populaire solidariste) | 206          | 0,68         |             |             |  |
|                | Marc Dubrul                   | NPA                                          | 186          | 0,62         |             |             |  |
|                | Rachid Rizoug                 | URP                                          | 98           | 0,33         |             |             |  |
|                | Germain Barret                | MOC                                          | 27           | 0,09         |             |             |  |
|                |                               |                                              |              |              |             |             |  |
| Inscrits       | Inscrits                      | Inscrits                                     | 69 045       | 100,00       | 69 044      | 100,00      |  |
| Abstentions    | Abstentions                   | Abstentions                                  | 38 427       | 55,66        | 40 978      | 59,35       |  |
| Votants        | Votants                       | Votants                                      | 30 618       | 44,34        | 28 066      | 40,65       |  |
| Blancs et nuls | Blancs et nuls                | Blancs et nuls                               | 544          | 1,78         | 2 037       | 7,26        |  |
| Exprimés       | Exprimés                      | Exprimés                                     | 30 074       | 98,22        | 26 029      | 92,74       |  |

### Élections de 2017
Les élections législatives françaises de 2017 ont eu lieu les dimanches 11 et 18 juin 2017. 
Député sortant : Dominique Baert (Parti socialiste).
|                                                                      |                                                     |                           |                           |                          |                          |
|                                                                      |                                                     | Premier tour 11 juin 2017 | Premier tour 11 juin 2017 | Second tour 18 juin 2017 | Second tour 18 juin 2017 |
|                                                                      |                                                     |                           |                           |                          |                          |
|                                                                      |                                                     | Nombre                    | % des inscrits            | Nombre                   | % des inscrits           |
| Inscrits                                                             | Inscrits                                            | 67 825                    | 100,00                    | 67 822                   | 100,00                   |
| Abstentions                                                          | Abstentions                                         | 45 148                    | 66,57                     | 47 537                   | 70,09                    |
| Votants                                                              | Votants                                             | 22 677                    | 33,43                     | 20 285                   | 29,91                    |
|                                                                      |                                                     |                           | % des votants             |                          | % des votants            |
| Bulletins blancs                                                     | Bulletins blancs                                    | 449                       | 1,98                      | 1 225                    | 6,04                     |
| Bulletins nuls                                                       | Bulletins nuls                                      | 160                       | 0,71                      | 468                      | 2,31                     |
| Suffrages exprimés                                                   | Suffrages exprimés                                  | 22 068                    | 97,31                     | 18 592                   | 91,65                    |
|                                                                      |                                                     |                           |                           |                          |                          |
| Candidat Étiquette politique (partis et alliances)                   | Candidat Étiquette politique (partis et alliances)  | Voix                      | % des exprimés            | Voix                     | % des exprimés           |
|                                                                      |                                                     |                           |                           |                          |                          |
|                                                                      | Catherine Osson La République en marche !           | 6 369                     | 28,86                     | 11 703                   | 62,95                    |
|                                                                      | Astrid Leplat Front national                        | 4 845                     | 21,95                     | 6 889                    | 37,05                    |
|                                                                      | Paul Zilmia La France insoumise                     | 4 334                     | 19,64                     |                          |                          |
|                                                                      | Karim Amrouni Divers gauche                         | 1 709                     | 7,74                      |                          |                          |
|                                                                      | Léonard Delcourt Les Républicains                   | 1 691                     | 7,66                      |                          |                          |
|                                                                      | Mehdi Massrour Parti socialiste                     | 1 074                     | 4,87                      |                          |                          |
|                                                                      | Christian Carlier Europe Écologie Les Verts         | 763                       | 3,46                      |                          |                          |
|                                                                      | Sandrine Vanhoorde Debout la France                 | 467                       | 2,12                      |                          |                          |
|                                                                      | Françoise Delbarre Lutte ouvrière                   | 354                       | 1,60                      |                          |                          |
|                                                                      | Madgid Khiter Divers (Union populaire républicaine) | 213                       | 0,97                      |                          |                          |
|                                                                      | Nadia Bourahla Écologiste (Mouvement 100 %)         | 134                       | 0,61                      |                          |                          |
|                                                                      | Rachid Rizoug Divers (Alternative citoyenne)        | 100                       | 0,45                      |                          |                          |
|                                                                      | Amine Baba Aïssa Divers (Allons enfants)            | 15                        | 0,07                      |                          |                          |
|                                                                      | Luis Da Costa Divers                                | 0                         | 0,00                      |                          |                          |
| Source : Ministère de l'Intérieur - Huitième circonscription du Nord |                                                     |                           |                           |                          |                          |

### Élections de 2022
Les élections législatives françaises de 2022 ont eu lieu les dimanches 12 et 19 juin 2022.
|                                                    |                                                                                    |                           |                           |                          |                          |
|                                                    |                                                                                    | Premier tour 12 juin 2022 | Premier tour 12 juin 2022 | Second tour 19 juin 2022 | Second tour 19 juin 2022 |
|                                                    |                                                                                    |                           |                           |                          |                          |
|                                                    |                                                                                    | Nombre                    | % des inscrits            | Nombre                   | % des inscrits           |
| Inscrits                                           | Inscrits                                                                           | 68 585                    | 100                       | 68 616                   | 100                      |
| Abstentions                                        | Abstentions                                                                        | 46 222                    | 67,39                     | 46 348                   | 67,55                    |
| Votants                                            | Votants                                                                            | 22 363                    | 32,61                     | 22 268                   | 32,45                    |
|                                                    |                                                                                    |                           | % des votants             |                          | % des votants            |
| Bulletins blancs                                   | Bulletins blancs                                                                   | 387                       | 1,73                      | 899                      | 4,04                     |
| Bulletins nuls                                     | Bulletins nuls                                                                     | 171                       | 0,76                      | 372                      | 1,67                     |
| Suffrages exprimés                                 | Suffrages exprimés                                                                 | 21 805                    | 97,50                     | 20 997                   | 94,29                    |
|                                                    |                                                                                    |                           |                           |                          |                          |
| Candidat Étiquette politique (partis et alliances) | Candidat Étiquette politique (partis et alliances)                                 | Voix                      | % des exprimés            | Voix                     | % des exprimés           |
|                                                    |                                                                                    |                           |                           |                          |                          |
|                                                    | David Guiraud Nouvelle Union populaire écologique et sociale (La France insoumise) | 8 684                     | 39,83                     | 12 585                   | 59,94                    |
|                                                    | Catherine Osson* Ensemble                                                          | 5 267                     | 24,16                     | 8 412                    | 40,06                    |
|                                                    | Rachida Sahraoui Rassemblement national                                            | 4 346                     | 19,93                     |                          |                          |
|                                                    | Amine Elbahi Les Républicains                                                      | 1 264                     | 5,80                      |                          |                          |
|                                                    | Lisa Verlande Reconquête                                                           | 692                       | 3,17                      |                          |                          |
|                                                    | Christian Vermeersch Parti animaliste                                              | 551                       | 2,53                      |                          |                          |
|                                                    | Françoise Delbarre Lutte ouvrière                                                  | 469                       | 2,15                      |                          |                          |
|                                                    | Maël Camerlynck Union pour la France (Debout la France)                            | 388                       | 1,78                      |                          |                          |
|                                                    | Aymeric Paco Divers centre                                                         | 91                        | 0,42                      |                          |                          |
|                                                    | Samuel Tandonnet Parti Pirate                                                      | 53                        | 0,24                      |                          |                          |
| * Députée sortante                                 |                                                                                    |                           |                           |                          |                          |

### Élections de 2024
| Candidat                 | Candidat                 | Parti et coalition       | Nuance                   | Premier tour | Premier tour | Second tour | Second tour |
| Candidat                 | Candidat                 | Parti et coalition       | Nuance                   | Voix         | %            | Voix        | %           |
| ------------------------ | ------------------------ | ------------------------ | ------------------------ | ------------ | ------------ | ----------- | ----------- |
|                          | David Guiraud            | LFI (NFP)                | UG                       | 17 405       | 48,50        | 22 080      | 64,32       |
|                          | Ethan Leys               | RN                       | RN                       | 11 051       | 30,80        | 12 250      | 35,68       |
|                          | Tarik Mekki              | SE (ENS)                 | DVC                      | 5 766        | 16,07        |             |             |
|                          | Maël Camerlynck          | DLF                      | DSV                      | 1 011        | 2,82         |             |             |
|                          | Françoise Delbarre       | LO                       | EXG                      | 652          | 1,82         |             |             |
|                          |                          |                          |                          |              |              |             |             |
| Suffrages exprimés       | Suffrages exprimés       | Suffrages exprimés       | Suffrages exprimés       | 35 885       | 97,05        | 34 330      | 92,23       |
| Votes blancs             | Votes blancs             | Votes blancs             | Votes blancs             | 745          | 2,01         | 2 195       | 5,90        |
| Votes nuls               | Votes nuls               | Votes nuls               | Votes nuls               | 345          | 0,93         | 697         | 1,87        |
| Total                    | Total                    | Total                    | Total                    | 36 975       | 100          | 37 222      | 100         |
| Abstention               | Abstention               | Abstention               | Abstention               | 31 958       | 46,36        | 31 737      | 46,02       |
| Inscrits / participation | Inscrits / participation | Inscrits / participation | Inscrits / participation | 68 933       | 53,64        | 68 959      | 53,98       |